# 天貺節
天貺節，為東亞道教傳統文化節日之一，指的是農曆六月初六，相傳這天玉皇上帝會開天門到人間出巡。部份地區也有將書籍、衣服等拿出來曝曬的習俗，這個習俗又被稱為「曬黴」。

## 簡介
中國風俗各異，如舊時北京人有喝綠豆湯、食用肉包、炒韭菜、煎茄子和煎餅等習俗。此外郊遊與賞荷花，以解暑氣。元、明兩朝於六月六為洗象日，近代逐漸演變成在此日為貓、狗等寵物洗澡。華北地區吃饅頭，西北地區則吃烙餅。在山東某些地區，還有吃羊肉的習俗，不能確認的解釋是羊肉屬於生發之物，夏季吃羊肉，起到以毒攻毒的作用。潮汕地區以前因為此時西瓜產季過去，六月六以後就較少吃西瓜。江淮一帶吃茯苓糕和炒麵。而在南方少数民族地区则被称为“吃新节”，以贵州省台江县为例，当地村民会在这天举办一些体育赛事，目前以篮球比赛为主，此后演变为村BA。